# Ecuc
Ecuc (auch: Ekuk) ist ein Ort in Äquatorialguinea.

## Lage
Der Ort befindet sich im Nordosten der Provinz Kié-Ntem auf dem Festlandteil des Staates. Er liegt nordöstlich der Stadt Nsang und weiter im Nordosten schließt sich Meyec an.

## Klima
Nach dem Köppen-Geiger-System zeichnet sich Ecuc durch ein tropisches Klima mit der Kurzbezeichnung Am aus.